# Savannakhet
Savannakhet, ufficialmente Kaysone Phomvihane (in lao ເມືອງໄກສອນ ພົມວິຫານ) e in passato nota come Khanthabouli (ຄັນທະບູລີ), è una città del Laos, situata nella provincia di Savannakhet, della quale è il capoluogo, è servita dall'Aeroporto di Savannakhet, piccolo scalo internazionale che la collega alla capitale Vientiane.